# Aegiphila peruviana
Aegiphila peruviana là một loài thực vật có hoa trong họ Hoa môi. Loài này được Turcz. mô tả khoa học đầu tiên năm 1863.